# Ullpungråttor
Ullpungråttor (Caluromys) är ett släkte i familjen pungråttor som förekommer på den amerikanska kontinenten från södra Mexiko till norra Argentina.
Det vetenskapliga namnet bildas av de grekiska orden kalos (snygg), oura (svans) och mus (mus).

## Utseende
Arterna i släktet når en kroppslängd mellan 18 och 29 centimeter samt en vikt mellan 200 och 500 gram. Därtill kommer en 27 till 49 centimeter lång svans som till hälften är täckt med hår. Svansen används som gripverktyg. Den långa mjuka pälsen har på ovansidan en rödbrun, svart- eller gulaktig färg och har ibland vita mönster, undersidan är gulaktig. Kännetecknande är en svart strimma i ansiktet.

## Habitat och ekologi

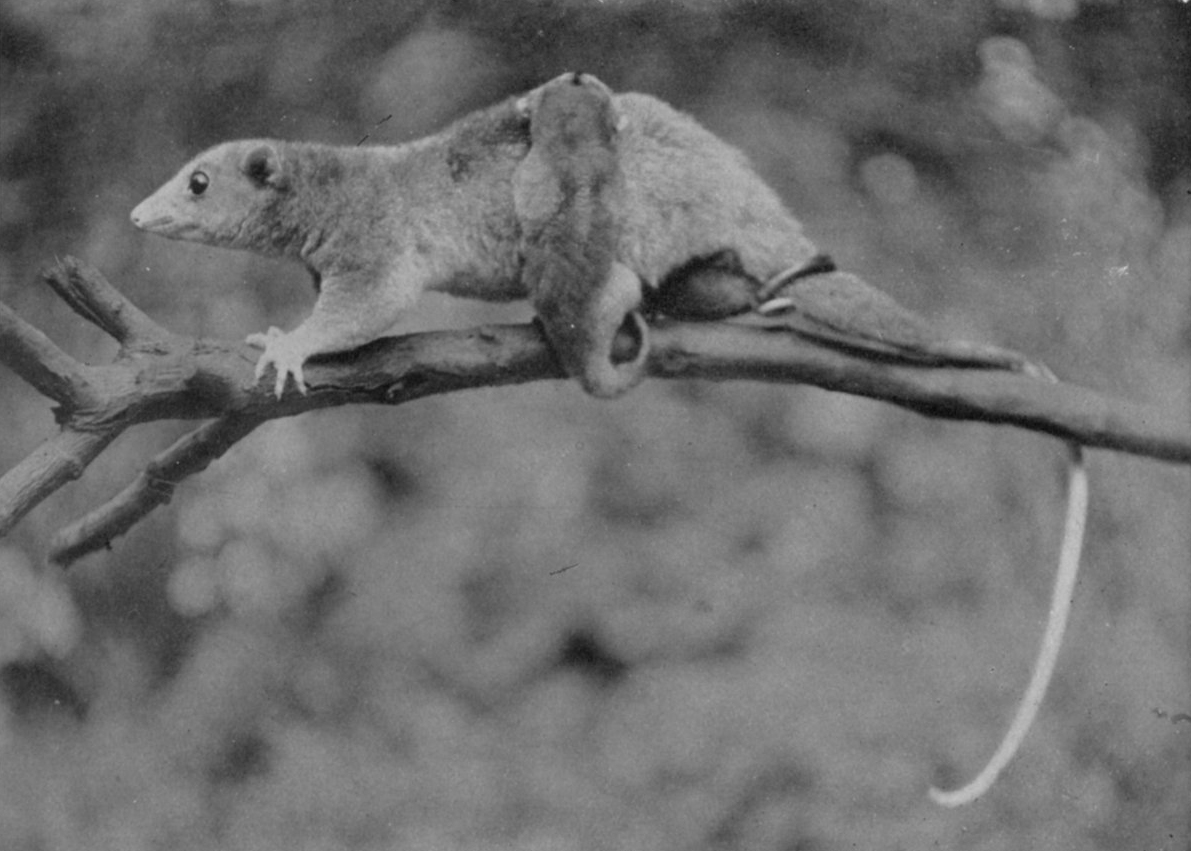
Hona med unge.

Habitatet utgörs huvudsakligen av skogar där ullpungråttorna lever på träd. De har bra förmåga att klättra och är aktiva under gryningen och natten. Varje individ lever ensam men avgränsade revir saknas.
Dessa djur är allätare som livnär sig av frukter, frön, blad, insekter, as och mindre ryggradsdjur.
Honor har möjlighet att para sig tre gånger per år och per kull föds tre till fyra ungdjur, sällan upp till sju. Dräktigheten är med cirka 25 dagar den längsta hos alla pungråttor. Nyfödda ungdjur blir tre månader i pungen och efter ytterligare en månad slutar honan att ge di. Den äldsta kända individen i släktet blev något över 6 år gammal.

## Systematik
Det skiljs mellan tre arter:
- Caluromys derbianus, finns från södra Mexiko till Ecuador.
- Caluromys lanatus, lever från Colombia till norra Argentina.
- Caluromys philander, förekommer mellan Venezuela och södra Brasilien.

## Hot
Ullpungråttor hotas främst på grund av förstöringen av levnadsområdet. Tidigare jagades de för pälsens skull men denna verksamhet är i stort sett nedlagd. IUCN listade arterna tidvis som sårbara eller nära hotade men betraktar alla tre numera som livskraftiga (LC).